# Slipspace Engine
Slipspace Engine é o novo motor de jogo desenvolvido pela 343 Industries que será usado  no futuro jogo da franquia Halo, Halo Infinite. Em entrevista a IGN americana a chefe da 343 industries, Bonnie Ross, revelou que a Slipspace Engine foi o maior investimento da 343 Industries, não só de dinheiro mas também de tempo e que o objetivo foi facilitar o trabalho da equipe criativa.